# Pasly
Pasly is een gemeente in het Franse departement Aisne (regio Hauts-de-France). De plaats maakt deel uit van het arrondissement Soissons. Pasly telde op 1 januari 2022 1.061 inwoners.

## Geografie
De oppervlakte van Pasly bedroeg op 1 januari 2022 3,02 vierkante kilometer; de bevolkingsdichtheid was toen 351,3 inwoners per km².
De onderstaande kaart toont de ligging van Pasly met de belangrijkste infrastructuur en aangrenzende gemeenten.

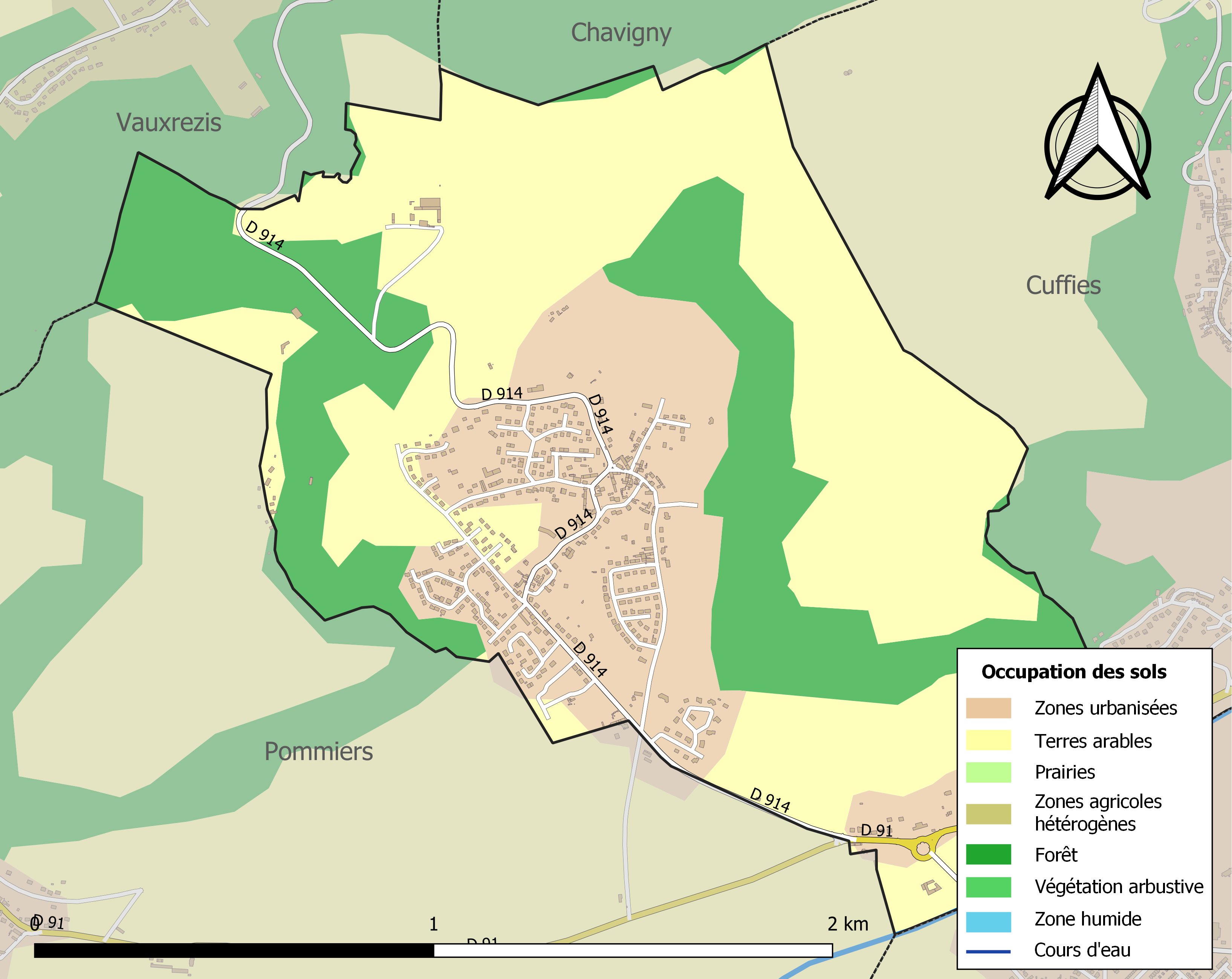

## Demografie
Onderstaande figuur toont het verloop van het inwonertal (bron: INSEE-tellingen).
Vanwege een beveiligingsprobleem met de MediaWiki Graph-software is het momenteel niet mogelijk deze grafiek weer te geven. Zodra de software is bijgewerkt zal de grafiek vanzelf weer zichtbaar worden.